# Condado de Seneca (Nova Iorque)
O Condado de Seneca é um dos 62 condados do Estado americano de Nova Iorque. A sede do condado é Ovid e Ovid, e sua maior cidade é Waterloo. O condado possui uma área de 1 011 km² (dos quais 170 km² estão cobertos por água), uma população de 33 342 habitantes, e uma densidade populacional de 40 hab/km² (segundo o censo nacional de 2000). O condado foi fundado em 24 de março de 1804.